# William Goldman
William Goldman (Highland Park, Illinois; 12 de agosto de 1931-Nueva York, 16 de noviembre de 2018) fue un novelista, guionista y dramaturgo estadounidense, autor de la novela La princesa prometida (1973), que fue llevada al cine con título homónimo en 1987 por el director Rob Reiner. También ganó dos Premios Óscar al mejor guion, por Butch Cassidy and the Sundance Kid (Dos hombres y un destino, 1969, premio al Mejor guion original) y por Todos los hombres del presidente (1976, premio al Mejor guion adaptado).
En su carrera empleó dos pseudónimos para publicar sus novelas: S. Morgenstern (con el que firmó La princesa prometida y The Silent Gondoliers) y Harry Longbaugh (No Way To Treat a Lady).

## Carrera

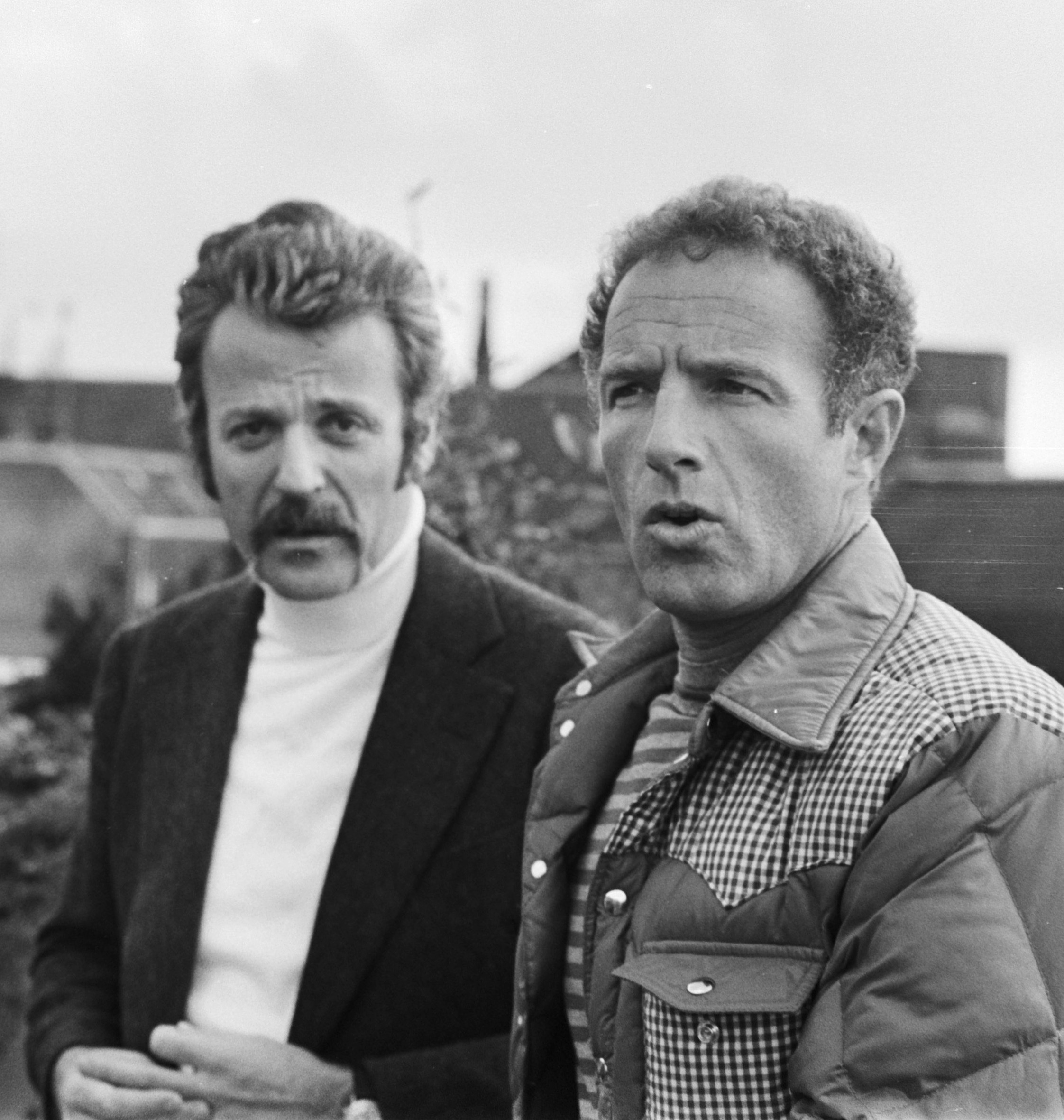
William Goldman y James Caan.

Su primera novela, The Temple of Gold, se publicó en 1957. Su primer guion fue Agentes dobles a principios de la década de los cincuenta. Su primer éxito le llegó con Harper, investigador privado (1965). Después volcó todo su talento «en una de las dos grandes historias con que me he encontrado en mi vida»: las aventuras de dos ladrones míticos, Butch Cassidy y Sundance Kid, en Butch Cassidy and the Sundance Kid (Dos hombres y un destino), un guion por el cual llegó a cobrar 400 000 dólares, además de proporcionarle su primer Premio Óscar. 
Durante la década de los setenta enlaza un éxito tras otro: El carnaval de las águilas, Todos los hombres del presidente (su segundo Óscar), Marathon Man, Un puente lejano y Magic. De repente, en 1980, su teléfono deja de sonar, y decide pasarse a la novela (The Color of Light) y a los libros de cine. Cuando un lustro después vuelve a coger una racha, lo primero que hace es adaptar una de sus propias novelas, la excepcional La princesa prometida.
Durante la década de los noventa enlaza Misery (adaptación de la novela homónima de Stephen King), Memorias de un hombre invisible, El año del cometa, Chaplin y Maverick, además de convertirse en un famoso doctor de guiones, es decir, un escritor al que los estudios contratan para mejorar libretos que necesitan unos retoques. En 1995 escribe la historia real de dos leones devoradores de hombres en África, que según Goldman es su segunda gran historia. 
Después vinieron Cámara de gas, Poder absoluto, Criaturas feroces, además de meter mano en obras como El último gran héroe, Bajo sospecha y Good Will Hunting (nunca ha quedado claro cuánto de este guion es suyo y cuánto de Ben Affleck y Matt Damon). Los últimos guiones de Goldman han sido La hija del general, Corazón en Atlantis y Dreamcatcher (también una adaptación de una novela de King).
Sus últimas obras son Aventuras de un guionista en Hollywood y Nuevas aventuras de un guionista en Hollywood. En parte autobiográficas, en parte un método de transmitir los conocimientos adquiridos durante su larga trayectoria como autor de guiones.
El guionista terminó su vida con su ritmo habitual: vecino de Manhattan, todas las mañanas caminaba hasta su oficina para escribir durante dos horas, y después de las cinco iba al cine. Para la historia, Goldman ha dejado la cita que mejor define Hollywood, Nadie sabe nada, y uno de los lugares comunes de la profesión periodística, "Sigue la pista del dinero" ("Follow the money"), que no está en ninguno de los artículos ni libros del Escándalo Watergate pero sí en el guion de Todos los hombres del presidente.

## Obras

### Novelas
Serie The Thing of It Is:
1. The Thing of It Is... (1967)
2. Father's Day (1971)

Serie Babe Levy:
1. Marathon Man (1974)
2. Brothers (1986)

Independientes:
- The Temple of Gold (1957)
- Your Turn to Curtsy, My Turn to Bow (1958)
- Soldier in the Rain (1960)
- Boys and Girls Together (1964)
- No Way to Treat a Lady (1964)
- La princesa prometida (The Princess Bride) (1973)
- Magic (1976)
- Tinsel (1979)
- Control (1982)
- Los gondoleros silenciosos (The Silent Gondoliers) (1983)
- The Color of Light (1984)
- Heat, o Edged Weapons (1985)

### Cuentos
- "The Ice Cream Eat", publicado en Transatlantic Review (1959)
- "Da Vinci", publicado en New World Writing no. 17 (1960)
- "Till the Right Girls Come Along", publicado en Transatlantic Review (1961)
- "Something Blue", publicado en Rogue (1963)
- "The Simple Pleasures of the Rich", publicado en Transatlantic Review (1974)

### Libros infantiles
- Wigger (New York: Harcourt Brace Jovanovich, 1974)[2]

### Obras de teatro
- Tenderloin (1960), trabajo doctoral sin créditos[3]
- Blood, Sweat and Stanley Poole (1961), con James Goldman
- A Family Affair (1962), musical, texto con James Goldman, música de John Kander
- Misery (2012), adaptada de la novela Misery

### No ficción
- «The Good-Bye Look». The New York Times Book Review. 1 de junio de 1969. p. 1., artículo
- The Season: A Candid Look at Broadway (1969), guía
- The Story of 'A Bridge Too Far' (1977), guía
- Serie Las aventuras de un guionista en Hollywood (Adventures in the Screen Trade) (guías):
  1. Las aventuras de un guionista en Hollywood (Adventures in the Screen Trade: A Personal View of Hollywood and Screenwriting) (1983)
  2. Nuevas aventuras de un guionista en Hollywood (Which Lie Did I Tell?: More Adventures in the Screen Trade) (2000)
- Wait Till Next Year (1988), con Mike Lupica, memorias
- Hype and Glory (1990), memorias
- Four Screenplays (1995), guiones y ensayos de cada uno
- Five Screenplays (1997), guiones y ensayos de cada uno
- The Big Picture: Who Killed Hollywood? and Other Essays (2001), ensayos

## Adaptaciones
- Soldier in the Rain (1963), película dirigida por Ralph Nelson, basada en la novela Soldier in the Rain
- Así no se trata a una dama (1968), película dirigida por Jack Smight, basada en la novela No Way to Treat a Lady
- Marathon Man (1976), película dirigida por John Schlesinger, basada en la novela Marathon Man
- Magic (1978), película dirigida por Richard Attenborough, basada en la novela Magic
- Heat (1986), película dirigida por Dick Richards y Jerry Jameson, basada en la novela Heat
- The Princess Bride (1987), película dirigida por Rob Reiner, basada en la novela La princesa prometida
- The Princess Bride (2012), cortometraje dirigido por Emma Bradfield y Tyler Harrah, basado en la novela La princesa prometida
- Wild Card (2015), película dirigida por Simon West, basada en la novela Heat
- 5 Minutes (2018), corto dirigido por Javan Garza, basado en la novela Magic
- Home Movie: The Princess Bride (2020), miniserie dirigida por Jason Reitman, basada en la novela La princesa prometida

## Premios y distinciones
Premios Óscar
| Año  | Categoría                        | Película                         | Resultado |
| ---- | -------------------------------- | -------------------------------- | --------- |
| 1969 | Mejor argumento y guion original | Dos hombres y un destino         | Ganador   |
| 1977 | Mejor guion adaptado             | Todos los hombres del presidente | Ganador   |